# Orange County (Kalifornien)
Orange County ist ein County im Süden des US-Bundesstaates Kalifornien und nach dem Los Angeles County das einwohnerreichste County Kaliforniens. Der Verwaltungssitz des Countys befindet sich in Santa Ana.

## Geographie
Die Fläche des Countys umfasst 2455 Quadratkilometer. Davon entfallen 411 Quadratkilometer auf Wasserflächen (16,74 Prozent) und 2044 Quadratkilometer auf Landflächen (83,26 Prozent). Im Norden grenzt Orange County an das Los Angeles County und wird deshalb auch dem Großraum Los Angeles zugerechnet. Weitere benachbarte Countys sind San Bernardino, Riverside und San Diego.

## Geschichte
Der Name des Countys bezieht sich auf die Orangenplantagen, die dort früher in großer Zahl vorhanden waren. In der ersten Hälfte des 20. Jahrhunderts war der Anbau von Zitrusfrüchten ein wichtiger Wirtschaftszweig, der inzwischen jedoch nahezu keine Bedeutung mehr hat. Weniger als ein Prozent der Beschäftigten arbeiten im Agrarsektor. Heute spielt der Dienstleistungssektor die weitaus größte Rolle. Das produzierende Gewerbe verliert an Bedeutung, Arbeitsplätze gibt es aber insbesondere bei der Herstellung von Computer-Hardware. Außerdem hat Orange County  als Ziel für den internationalen Tourismus, vor allem aber für die in den Vereinigten Staaten üblichen Kurzurlaube Bedeutung, da es neben vielen Stränden an der Pazifikküste mehrere große Freizeitparks beheimatet. Dazu zählen unter anderem Disneyland in Anaheim sowie Knott’s Berry Farm im benachbarten Buena Park.
Erst ab den 1950er Jahren erlebte Orange County seinen Zuwanderungsschub. Die Bevölkerungszahl verdreifachte sich auf 704.000 Einwohner und verdoppelte sich in den 1960ern nochmals. Auch heute setzt sich das Bevölkerungswachstum mit niedrigeren Zuwachsraten fort. Einhergehend mit dem Anstieg der Bevölkerungszahlen ist das Mietpreisniveau eines der höchsten der USA. Ein weiterer Nebeneffekt des Bevölkerungswachstums ist das chronisch überlastete Verkehrsnetz.
Im Jahr 1994 wurden gigantische Fehlspekulationen in Höhe von 1,5 Milliarden US-Dollar durch den für Steuern zuständigen gewählten Finanzbeamten Robert Citron bekannt. Infolge dieser Fehlspekulationen musste Orange County seine Zahlungsunfähigkeit aufgrund Chapter 9 erklären. Unter Citrons Nachfolger John Moorlach konnten die Finanzen wieder konsolidiert und das Insolvenzverfahren nach Chapter 9 im Juni 1996 abgeschlossen werden.
Im Orange County liegen zwei National Historic Landmarks, der Richard Nixon Birthplace und das Modjeska House. Insgesamt sind 117 Bauwerke und Stätten des Countys im National Register of Historic Places eingetragen.

## Demografische Daten

Alterspyramide des Orange Countys (Stand: 2000)

Nach der Volkszählung im Jahr 2000 lebten im Orange County 2.846.289 Menschen. Es gab 935.287 Haushalte und 667.794 Familien. Die Bevölkerungsdichte betrug 1392 Einwohner pro Quadratkilometer. Ethnisch betrachtet setzte sich die Bevölkerung zusammen aus 64,81 % Weißen, 1,67 % Afroamerikanern, 0,70 % amerikanischen Ureinwohnern, 13,59 % Asiaten, 0,31 % Bewohnern aus dem pazifischen Inselraum und 14,80 % aus anderen ethnischen Gruppen; 4,12 % stammten von zwei oder mehr ethnischen Gruppen ab. 30,76 % der Bevölkerung waren spanischer oder lateinamerikanischer Abstammung.
Von den 935.287 Haushalten hatten 37,00 % Kinder und Jugendliche unter 18 Jahre, die bei ihnen lebten. 55,90 % waren verheiratete, zusammenlebende Paare, 10,70 % waren allein erziehende Mütter. 28,60 % waren keine Familien. 21,10 % waren Singlehaushalte und in 7,20 % lebten Menschen im Alter von 65 Jahren oder darüber. Die Durchschnittshaushaltsgröße betrug 3.00 und die durchschnittliche Familiengröße lag bei 3,48 Personen.
Auf das gesamte County bezogen setzte sich die Bevölkerung zusammen aus 27,00 % Einwohnern unter 18 Jahren, 9,40 % zwischen 18 und 24 Jahren, 33,20 % zwischen 25 und 44 Jahren, 20,60 % zwischen 45 und 64 Jahren und 9,90 % waren 65 Jahre alt oder darüber. Das Durchschnittsalter betrug 33 Jahre. Auf 100 weibliche Personen kamen 99,00 männliche Personen, auf 100 Frauen im Alter ab 18 Jahren kamen statistisch 96,70 Männer.
Das jährliche Durchschnittseinkommen eines Haushalts betrug 58.820 USD, das Durchschnittseinkommen der Familien betrug 64.611 USD. Männer hatten ein Durchschnittseinkommen von 45.059 USD, Frauen 34.026 USD. Das Pro-Kopf-Einkommen betrug 25.826 USD. 10,30 % Prozent der Bevölkerung und 7,00 % der Familien lebten unterhalb der Armutsgrenze. 13,20 % davon waren unter 18 Jahre und 6,20 % waren 65 Jahre oder älter.

## Orte im County

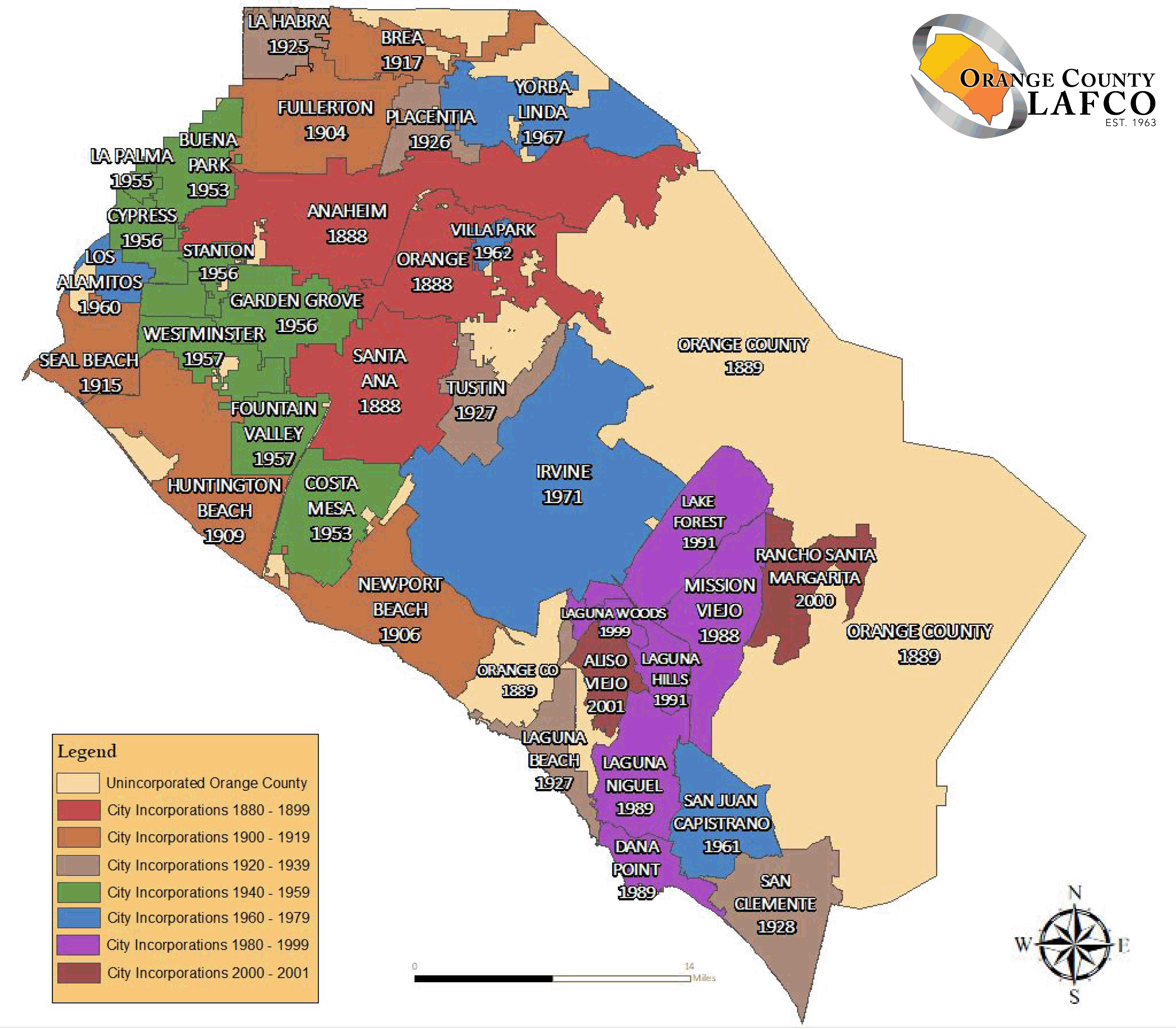
Karte des Orange Countys

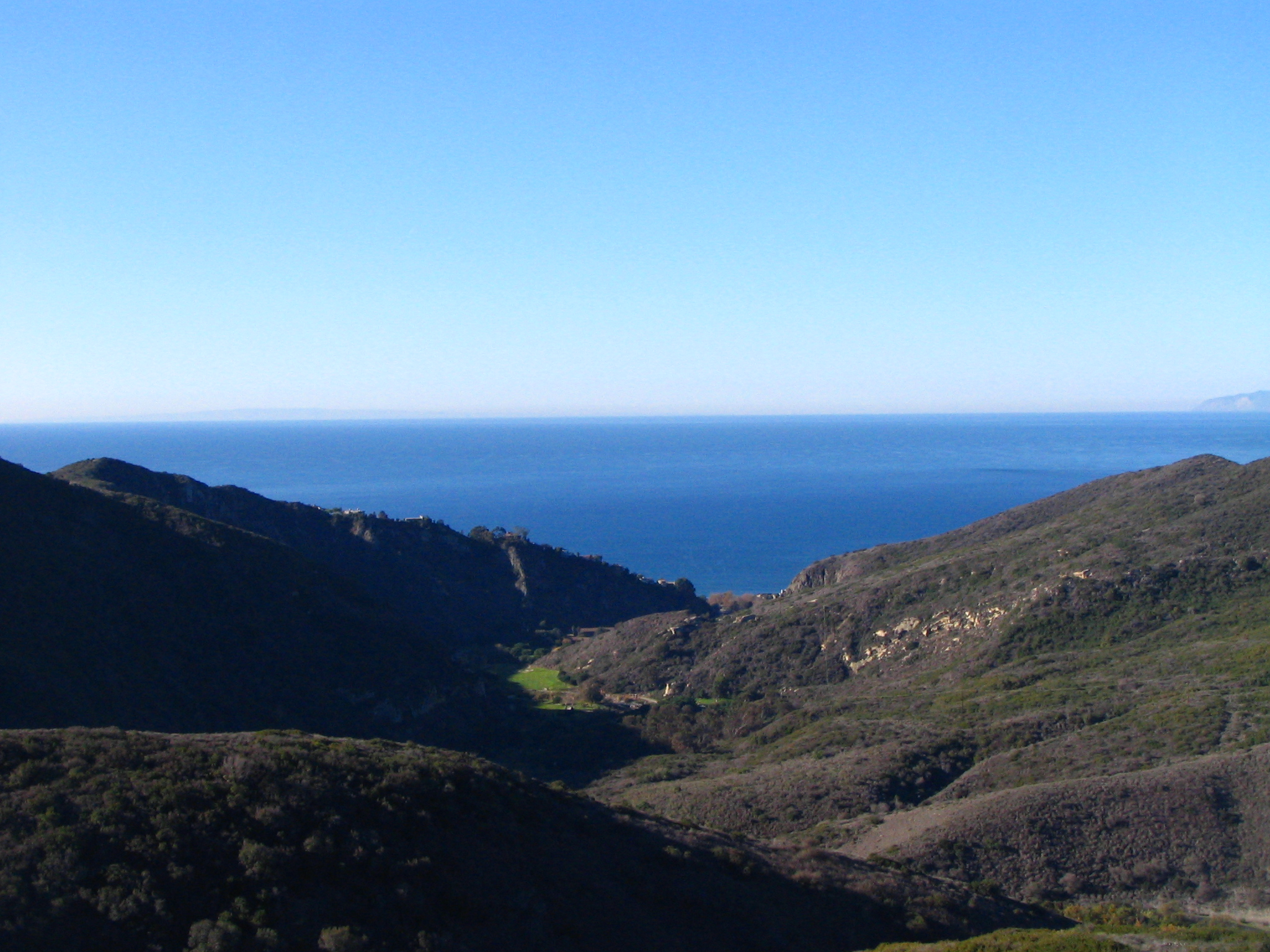
Öffnung des Aliso and Wood Canyons Wilderness Parks Richtung Pazifik

### Citys
- Aliso Viejo
- Anaheim
- Brea
- Buena Park
- Costa Mesa
- Cypress
- Dana Point
- Fountain Valley
- Fullerton
- Garden Grove
- Huntington Beach
- Irvine
- La Habra
- La Palma
- Laguna Beach
- Laguna Hills
- Laguna Niguel
- Laguna Woods
- Lake Forest
- Los Alamitos
- Mission Viejo
- Newport Beach
- Orange
- Placentia
- Rancho Santa Margarita
- San Clemente
- San Juan Capistrano
- Santa Ana (County Seat)
- Seal Beach
- Stanton
- Tustin
- Villa Park
- Westminster
- Yorba Linda

### Census-designated places (CDP)
- Coto de Caza
- Ladera Ranch
- Las Flores
- Midway City
- Modjeska
- North Tustin
- Rancho Mission Viejo
- Rossmoor
- Silverado
- Trabuco Canyon
- Williams Canyon

Orange County diente dem Architekten Aram Bassenian aus Newport Beach als Vorlage für Ju Jun, einer 143 Wohneinheiten großen, im amerikanischen Stil nachgebauten Gated Community, nördlich von Peking. Bauherr Zhang Bo sieht Orange County als ein Beispiel für die Entwicklung von Wohlstand.

## Kultur

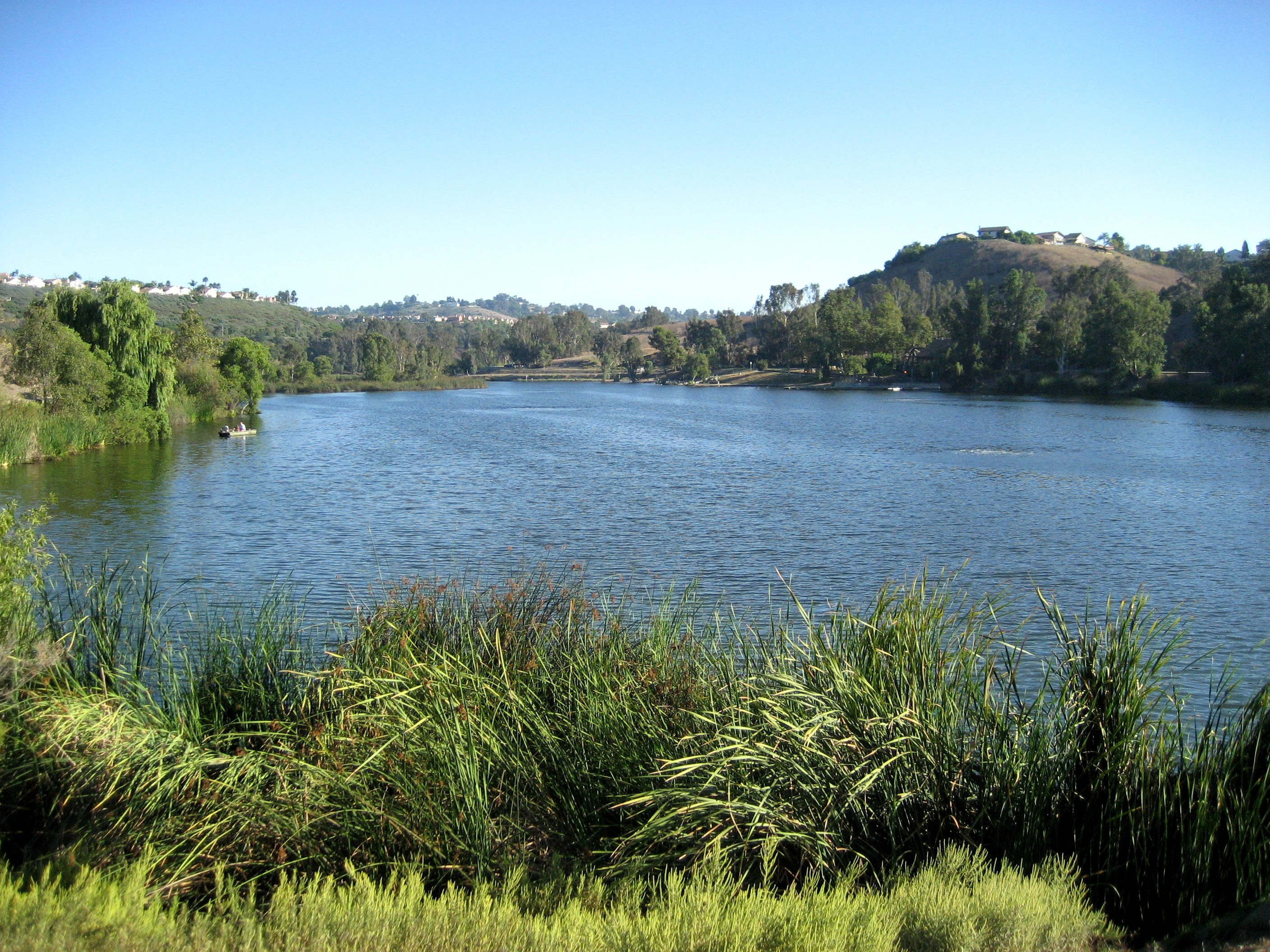
Das Sulphur Creek Reservoir

Der deutschen Öffentlichkeit wurde Orange County durch einen 2002 von MTV produzierten Film mit dem Titel Nix wie raus aus Orange County und die auch international erfolgreiche Fernsehserie O.C., California bekannt.
Viele bekannte Bands, darunter EvilDead, Bad Religion, Social Distortion, The Adolescents, Death by Stereo, Zebrahead, The Offspring, No Doubt, Ignite, Atreyu, Avenged Sevenfold, Reel Big Fish, Thrice, Something Corporate, Stick to Your Guns und die O. C. Supertones, stammen aus Orange County.